# Rik De Wulf
Rik De Wulf de son vrai nom Rik Dewulf, né le 18 juin 1958 à Molenbeek-Saint-Jean (province de Brabant, actuellement région de Bruxelles-Capitale), est un auteur de bande dessinée et illustrateur belge néerlandophone. Il signe également des pseudonymes Rik, De Wulf ou Pias.
Il est surtout connu pour ses collaborations avec De Marck (qui se font appeler « De Marck & De Wulf ») dans leur Studio Max ! notamment avec les aventures pour enfants Stam et Pilou (1999) pour les services postaux belges, La Poste.

## Biographie

### Jeunesse
Rik Dewulf naît le 18 juin 1958 à Molenbeek-Saint-Jean, une commune bruxelloise,, où il grandit comme un véritable garçon des rues. Tant le dessin que la peinture sont considérés comme de simples loisirs par ses parents qui désirent qu'il obtienne un diplôme décent. Il pratique la bande dessinée en autodidacte. Il devient dessinateur de bande dessinée indépendant en 1984.

### Début de carrière
Il commence sa carrière en dessinant pour des publications pour enfants et en travaillant comme maquettiste pour la maison d'édition Infodok à Louvain. Durant cette première période, il crée les personnages de bande dessinée Smodder et Snuffel en Miel. Il crée ensuite la série hebdomadaire humoristique Happy pour De Stipkrant, un supplément de Het Nieuwsblad/De Gentenaar. Happy est une fille chauve avec un ruban bleu dans ses cheveux. L'héroïne est mise en scène dans des situations burlesques avec son grand-père chauve et moustachu dans de nombreux gags. Un album Dat Doet De Deur Dicht [« Cela ferme la porte »] est publié en 1986. Il réalise également des séries comme Koning Arthur [« Roi Arthur »] sous le nom de plume Pias et Lancelot, parues dans Suske en Wiske Weekblad [« Bob et Bobette hebdomadaire »] et les livres de vacances associés. Entre 1989 et 1999, il rejoint l'équipe artistique de Merho et collabore à environ 39 albums de De Kiekeboes [« Fanny et Cie »], parmi lesquels Zeg Het Met Bloemen [Dites-le avec des fleurs] et Het Taxi Comitée.

### Studio Max!
Dans les années 1980, il a entame une collaboration durable avec le scénariste de bande dessinée De Marck. Leur premier travail collectif est une bande dessinée appelée Moya Moya et puis ils font quelques illustrations publicitaires. En 1998, ils s'associent véritablement et fondent Studio Max !, axé sur la production de bandes dessinées en commission et illustrations commerciales, ainsi que des ateliers de bande dessinée pour enfants et jeunes adultes. Sous le titre Jokes & Grolls (2000-2001), Studio Max ! publie deux collections avec des blagues créées par leurs étudiants,. De 2004 à 2005, De Wulf et De Marck avec leurs collègues sont également responsables d'une adaptation en bande dessinée de la série télévisée De Planckaerts. D'autres albums BD commandés au Studio Max ! étaient Het Geheim van de Boskapel (2004), une bande dessinée célébrant le 500e anniversaire de la chapelle forestière de Buggenhout, et l'album bilingue Les Peintres Magiques de Jette (2009), sur des peintres célèbres de Jette : René Magritte, Victor Petré, Jan Verdoodt, René Chauvenheid, Fernand Poncelet et Eric Daniëls. En 2007, le duo créent en même temps un one shot  intitulé Kamiel in Vuur en Vlam ! à caractère éducatif qui a comme visée de sensibiliser les lecteurs à la prévention des incendies au nom des pompiers de la ville de Saint-Nicolas. Pour la légende de la bande dessinée Jacques Martin et les Éditions Casterman, De Marck et De Wulf illustrent le 28e opus de la série Les Voyages d'Alix, traitant d'Alexandre le Grand (2009). Cette série dérivée d' Alix propose des livres éducatifs offrant des décors et des informations sur les pays et les civilisations de l'Antiquité. Les auteurs signent encore une chasse interactive À la découverte des trésors du Bruxelles surréaliste pour les éditions European Treasure Holding en 2010. Parmi les artistes qui travaillent pour Studio Max ! citons notamment Steve Van Bael, Tim "Tibo" Bolssens, Emiel De Bolle, Caroline "Cargo" Godts, Steven De Rie, Joseph Vance, Daniel Van de Voorde et Jos Vanspauwen, ainsi qu'une foule de coloristes, traducteurs et aides techniques.

### Stam et Pilou
En 1999, Studio Max! est engagé par les services postaux belges, La Poste, pour créer deux mascottes pour leur club de jeunes collectionneurs de timbres et son magazine StamPilou. De Marck et Rik De Wulf présentent un garçon, Stam, et une fille, Pilou, qui vivent dans le même quartier. Les bons amis sont souvent opposés au grand-père de Pilou, Fons, qui était autrefois facteur, mais qui est maintenant collectionneur de timbres. Connue sous le nom de Les Aventures involontaires de Stam et Pilou, la série est publiée dans le magazine du club StamPilou, mais elle est si populaire que La Poste lance également une collection de livres en coopération avec Standaard Uitgeverij. La série est aussi présente dans Suske en Wiske Weekblad [Bob et Bobette hebdomadaire].

### Autres productions
En outre, il participe aux collectifs Bulles de Noël (CBBD, 2002), il répond à l'appel de l'armée belge avec BDéfense ! en 2005 vendu au profit d'œuvres caricatives.

### Illustration
Dans les années 2010, il illustre des livres pour enfants sur Lotta de Kip [« Lotta la poule »], qui sont adaptés en comédie musicale et traduits dans différentes langues.

## Publications

### En français

#### Albums  de bande dessinée
AlixLes Voyages d'Alix
- 28. Alexandre le conquérant, Casterman, Bruxelles, 11 février 2009
Scénario : Jacques Martin - Dessin : Christophe Simon, De Marck, Rik De Wulf - Couleurs : quadrichromie -  (ISBN 978-2-203-32939-3)

##### Chasse au trésor interactive
- À la découverte des Trésors du Bruxelles surréaliste[7], European Treasure Holding, Durbuy, juillet 2010
Scénario : De Marck - Dessin : Studio Max ! - Couleurs : De Wulf -  (ISBN 978-2-919776-16-0)

##### Stam et Pilou
- Série de 28 opus publiés de 2000 à 2010 chez Standaard Uitgeverij, puis chez Luc Pire, aux éditions de l’Arbre ou les 4 derniers aux éditions Studio Max ! sans oublier un ouvrage de la collection « Philabédé » au CBBD et à La Poste belge en 2001[8],[9].
- 1 Drôles de détectives, Standaard Uitgeverij, Anvers, janvier 2000
Scénario : Rik De Wulf - Dessin : De Marck - Couleurs : Hannelore Vantieghem -  (ISBN 9002020759),Contient : 28 planches de BD + 1 page de présentation des personnages + 5 pages d'articles sur les timbres avec illustrations.

1. Papy Fernand fonce!
2. La Kermesse aux gags
3. Le Mystère du timbre retourné[5]
4. Les Frères de sang
5. Le 8e Héritier
6. Les Grandes Vacances de Papy
7. Le Fantôme du Musée Postal
8. Bons baisers du cirque
9. La Grotte à l’os
10. Le Bal du rat d’or
11. Ah ça te fait rire
12. Le Casse de la cathédrale
13. Meurtres au thalasso
14. Le Timbré du Belgica
15. Papy à Paris
16. Le Magicien du parc
17. Le Moulin à vent et après
18. Le Trésor oublié des Thurn et Taxis
19. Les Parrains !
20. Terminus mars
21. Les pères spirituels
22. Papy, roi de la glisse !, Standaard / La Poste, 2009 (OCLC 1010117097)
23. Le Grand Secret de Quyên !
24. Le Roi Arthur “tueur de géants”

- HS. Stam et Pilou s'affranchissent[10], CBBD - La Poste belge, coll. « Philabédé », Bruxelles, 3e trimestre 2001
Scénario : Rik De Wulf - Dessin : De Marck - Couleurs : Hannelore Vantieghem -  (ISBN 2-930196-20-3)Cet album est édité à l'occasion de la sortie du timbre "Journée du timbre 2001" consacrée à Stam et Pilou. Il contient 44 pages dont 7 pages de présentation des auteurs, 30 pages de BD, 6 pages sur les timbres-poste, 1 page avec l’adresse du CBBD et le premier timbre-poste rond de La Poste belge ainsi qu'un feuillet de cinq timbres-poste “Duostamp“ de Stam et Pilou. Tirage en langue française limité à 1 200 exemplaires numérotés de 1 à 1200. Format A5.

#### Collectifs
- Bulles de Noël[11], CBBD - La Poste belge, coll. « Philabédé », Bruxelles, décembre 2002
Scénario et dessin : Collectif - Couleurs : quadrichromie -  (ISBN 2930196300)Cet album est édité à l'occasion de l'émission d'une série de timbres consacrés à Noël. Après un texte sur la tradition de Noël dans la bande dessinée, ce recueil contient sept courts récits ou gags dessinés par Dany (Olivier Rameau), Fournier (Spirou et Fantasio), Dupa, Macherot (Sibylline), Hausman, Will, De Marck et De Wulf (Stam et Pilou), sur le thème de Noël. Tirage limité à 2000 exemplaires numérotés. Revêtu de la feuille de timbres émise par La Poste belge. Format A5.
- Poste de secours[12], CBBD - La Poste belge, coll. « Philabédé », Bruxelles, décembre 2003
Scénario : Willy Vandersteen, Rik De Wulf - Dessin : Willy Vandersteen, De Marck - Couleurs : quadrichromieAlbum de 64 pages consacré à la Croix-Rouge, avec au sommaire : la Croix-Rouge dans la bande dessinée, un récit mettant en scène Robert et Bertrand les deux héros de Willy Vandersteen (L'Enfer de Solferino), une biographie illustrée de Willy Vandersteen, une série de gags et d'illustrations de Stam et Pilou. Tirage limité à 1 200 exemplaires numérotés. Revêtu des 3 timbres "Croix-Rouge" émis par La Poste belge. Format A5.
- BDéfense[6] !, Forces armées belges, Bruxelles, décembre 2005
Scénario : collectif - Dessin : collectif dont De Wulf - Couleurs : quadrichromie -  (ISBN 90-7517-204-4)

## Réception

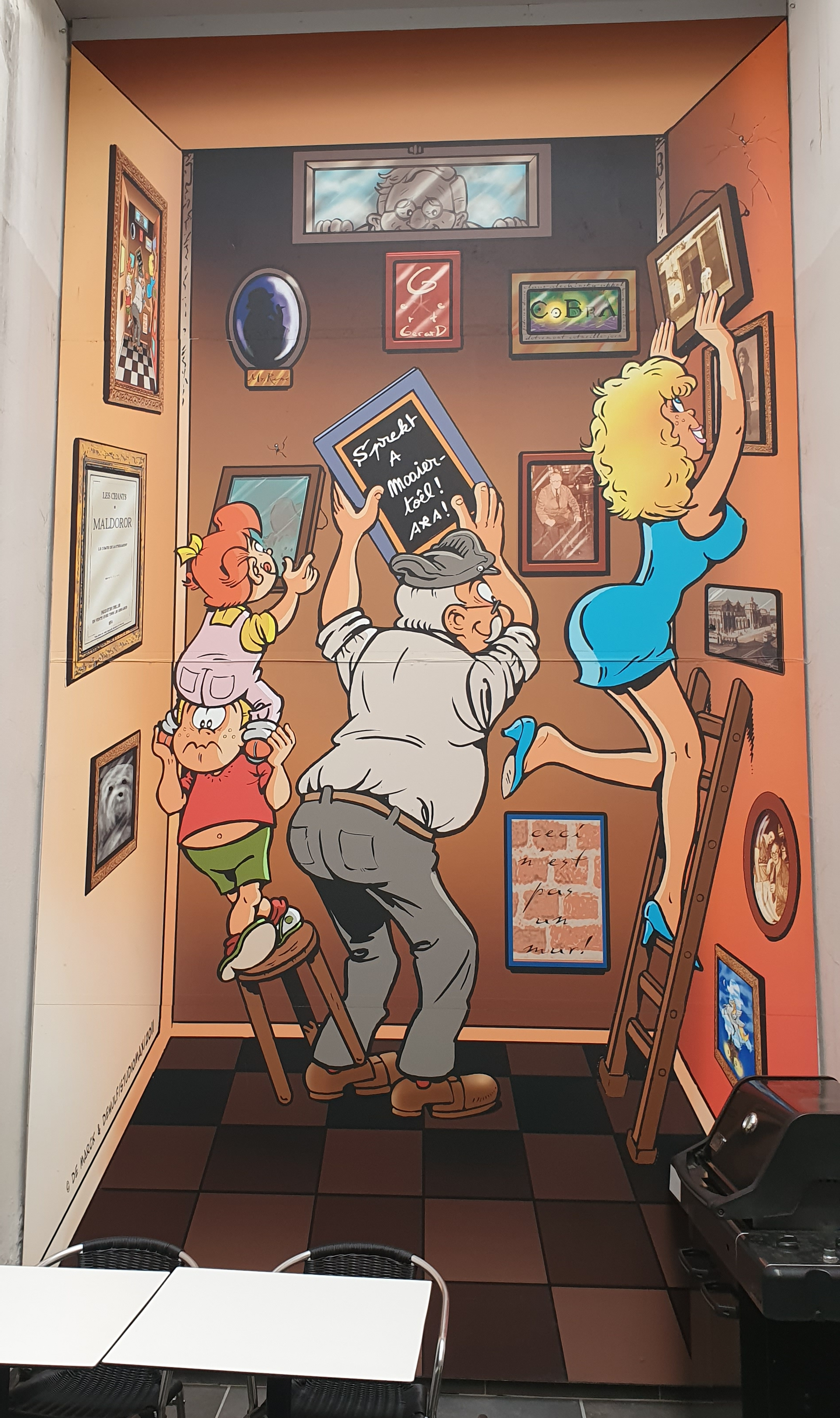
Fresque murale de bande dessinée Stam et Pilou au bar La Fleur en Papier Doré.

La Poste émet le timbre Journée du timbre 2001 consacré à Stam et Pilou.
En juin 2011, la série Stam et Pilou obtient son propre mur BD au café bruxellois  La Fleur en Papier Doré situé Rue des Alexiens 53-55 et fait partie du parcours BD de Bruxelles.